# Cem (fiume)
Il fiume Cem (in albanese chiamato anche Cemi), noto anche come Cijevna (in cirillico Цијевна), è un fiume che attraversa gli Stati di Montenegro e Albania.
Esso ha origine a Kelmend, in Albania. Percorre circa 65 km prima di sfociare nel Morača, vicino alla capitale montenegrina Podgorica.

## Nome
Il geografo greco Tolomeo fu il primo a menzionare il Cem come Kinna in greco antico. Nella Tabula Peutingeriana una località chiamata Cinna in latino è collegata al fiume. Queste due forme sono considerate forme scritte del nome locale illirico Cinua. L'albanese Cem e i nomi slavi medievali Cenva e Cemva derivano in ultima analisi da questo nome originario del fiume. L'evoluzione fonologica di Cinua nell'albanese Cem presuppone la seconda palatalizzazione slava. Il montenegrino - e anche il bosniaco e il serbo - Cijevna deriva dal serbo-croato cijev, ma altri toponimi conservano il nome più antico Ćemovsko polje (campo di Cem).